# Джонні Кім
Джонні Кім (5 лютого 1984, Лос-Анджелес) — лейтенант ВМС США, лікар і космонавт НАСА. Його прийняли до групи космонавтів НАСА 22 червня 2017 року, а закінчив навчальну програму в січні 2020 року.

## Особисте життя
Емігруючи з Південної Кореї до Сполучених Штатів на початку 1980-х років, батьки Кіма відкрили один із понад 700 магазинів алкогольних напоїв у Південному Лос-Анджелесі (понад 600 з яких вважали, що належать корейцям), але батько Кіма ледве мав середню освіту. Джонні Кім народився в 1984 році в Лос-Анджелесі. Мати Кіма працювала вчителем заміни для початкових класів під час виховання Кіма та молодшого брата. В інтерв'ю 2018 року з Annals of Emergency Medicine Кім охарактеризував себе як «втілення того тихого малюка, якому просто не вистачало достатньої впевненості в собі».
У середній школі Санта-Моніки Кім отримував найвищі оцінки серед своїх класів, включаючи декілька продвинутих, і брав участь у плаванні та водному поло. У 2002 році Кім отримав ступінь бакалавра мистецтв (summa cum laude), з математики в університеті Сан-Дієго (USD) у 2012 році, а його доктора медицини — з Гарвардського медичного училища у 2016 році. У 2017 році Кім завершив медичне стажування з невідкладної медицини в загальній лікарні штату Массачусетс, а також у Брігамі та жіночій лікарні.
Батько Кіма помер, перш ніж побачити, як син приєднався до ВМС США. Станом на січень 2020 року, Кім був одружений і мав трьох дітей.

## Кар'єра

### ВМС США
Кім дізнався про це і вирішив приєднатися до Командування спеціальних бойових дій ВМС США у віці 16 років, інвестуючи свої інші шкільні роки, фізично підготувавши себе до суворої підготовки Спеціальної війни. З цим рішенням Кім сказав: «Вхід у ВМС був найкращим рішенням, яке я коли-небудь приймав у своєму житті, оскільки воно повністю перетворило цього зляканого хлопця, в якого не було мрії, до того, хто почав вірити в себе».
Після того, як ВМС Сполучених Штатів у 2002 році завербувала чоловіка в якості матроса, Кім був призначений в SEAL Team 3 в якості Special Warfare оператора. Він двічі дизлокувався на Близький Схід і брав участь у понад 100 бойових завданнях як бойовий медик, снайпер, штурман і розвідник. Кім був прийнятий до введення в експлуатацію у 2009 році; коли він закінчив USD у 2012 році та покинув навчальний корпус офіцерів військово-морських резервів, Кім вступив до Медичного корпусу. Під час свого перебування на комерційній комісії Кім служив разом з особами PO2 Марком Аланом Лі та Майклом А. Мансуром.
Кім отримує «Срібну зірку», зіркову бронзову медаль (з боєм «V»), медаль «Похвала Військово-морського флоту та морської піхоти» (з бойовим «V») та стрічки бойових дій. Станом на січень 2020, перебував на активному чергуванні у військово-морському резерві зі званням лейтенанта.

### НАСА
Під час навчання в Гарвардському медичному училищі Кім познайомився і надихнув астронавта-фізика Скотта Е. Паразінського подати заявку на кандидатуру в астронавти. Кім був одним з 18 300 учасників, що подали заявки.

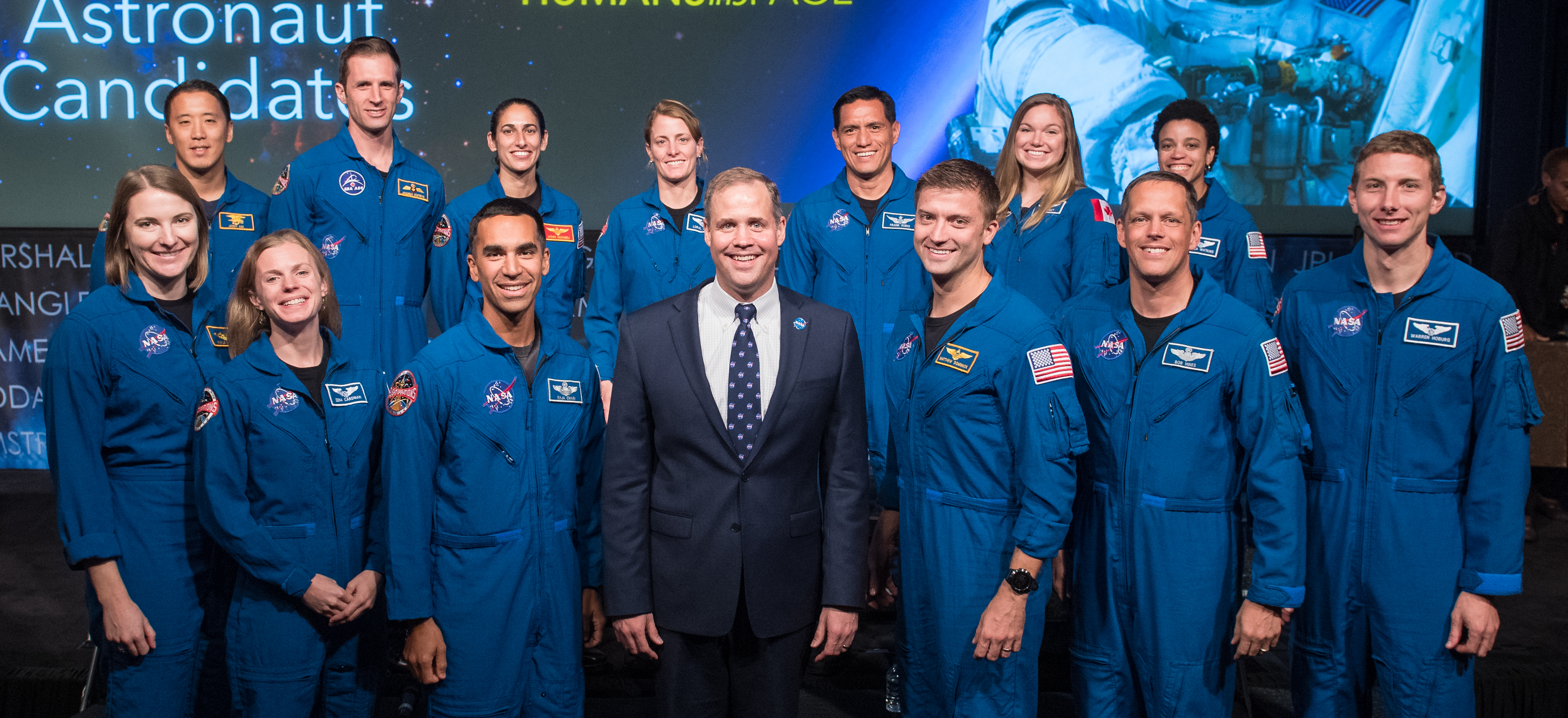
Астронавти 22-ї групи з адміністратором NASA Джимом Бріденштином (2018)

Це було в червні 2017 року, коли Кім був обраним одним із дванадцяти людей для приєднання до 22-ї групи астронавтів НАСА. Він повідомив про початок навчання 21 серпня 2017 року та закінчив його 10 січня 2020 року. За даними NASA, Кім працюватиме в Управлінні космонавтів, допоки чекає завдання на польоти з програмою «Артеміда».